# Andrea Grendene

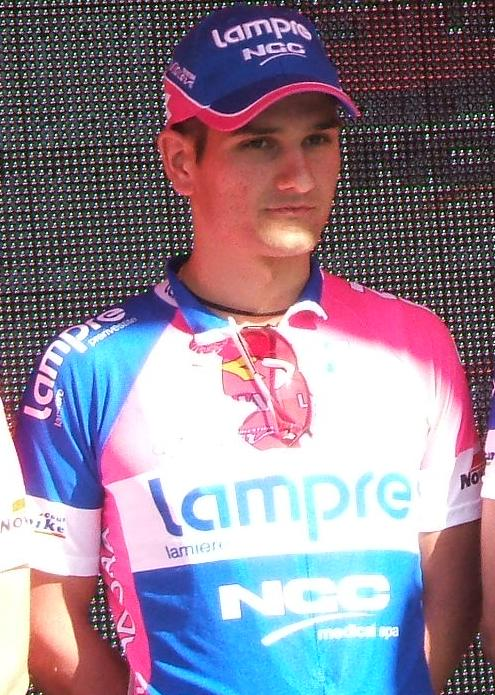
Andrea Grendene bei der Tour Down Under 2009

Andrea Grendene (* 4. Juli 1986 in Tieni) ist ein ehemaliger italienischer Radrennfahrer.
Andrea Grendene gewann 2006 die zweite Etappe beim Giro delle Valli Cuneesi nelle Alpi del Mare. In der Saison 2008 belegte er den zweiten Platz bei der Coppa San Geo, den dritten Rang bei der Coppa Caivano und er gewann die beiden Eintagesrennen Vicenza-Bionde und den Gran Premio della Liberazione. Mitte August 2008 wechselte Grendene zum italienischen ProTeam Lampre-Fondital.
Ende der Saison 2011 beendete er seine Karriere als Berufsradfahrer.

## Erfolge
2008
- Gran Premio della Liberazione

## Teams
- 2008 Lampre (ab 19. August)
- 2009 Lampre-NGC
- 2010 Lampre-Farnese Vini
- 2011 Team Type 1-Sanofi